# Sven Utterström
Sven Ludvig Utterström (ur. 16 maja 1901 w Boden, zm. 7 maja 1979 tamże) – szwedzki biegacz narciarski, złoty medalista olimpijski oraz trzykrotny medalista mistrzostw świata.

## Kariera
Jego olimpijskim debiutem były igrzyska w Sankt Moritz w 1928 roku. W swoim jedynym starcie na tych igrzyskach, w biegu na 18 km techniką klasyczną, zajął 9. miejsce. Cztery lata później, podczas igrzysk olimpijskich w Lake Placid na tym samym dystansie został mistrzem olimpijskim. Ponadto zajął 6. miejsce w biegu na dystansie 50 km stylem klasycznym.
W 1930 roku wystartował na mistrzostwach świata w Oslo, gdzie zdobył złoty medal w biegu na 50 km stylem klasycznym. Był to jedyny medal dla Szwecji podczas tych mistrzostw. Startował także na mistrzostwach świata w Innsbrucku, gdzie wspólnie z Perem-Erikiem Hedlundem, Nilsem-Joelem Englundem i Hjalmarem Bergströmem zdobył złoty medal w sztafecie 4 × 10 km. Na tych samych mistrzostwach wywalczył srebrny medal w biegu na 50 km, ulegając jedynie Veliemu Saarinenowi z Finlandii. Zajął także piąte miejsce w biegu na 18 km stylem klasycznym.
W 1922, 1928, 1930 i 1933 roku został mistrzem Szwecji w biegu na 30 km.
Dwukrotnie, w 1929 oraz 1930 roku, wygrywał bieg na 50 km na festiwalu narciarskim w Holmenkollen. Był trzecim zawodnikiem spoza Norwegii, który wygrał te zawody. W 1929 roku otrzymał nagrodę Svenska Dagbladets guldmedalj wraz ze szwedzkim łyżwiarzem figurowym Gillisem Grafströmem.

## Osiągnięcia

### Igrzyska olimpijskie
| Miejsce | Dzień     | Rok  | Miejscowość  | Konkurencja             | Wynik   | Strata | Zwycięzca            |
| ------- | --------- | ---- | ------------ | ----------------------- | ------- | ------ | -------------------- |
| 9.      | 17 lutego | 1928 | Sankt Moritz | 18 km stylem klasycznym | 1:42:04 | +5:03  | Johan Grøttumsbråten |
| 1.      | 10 lutego | 1932 | Lake Placid  | 18 km stylem klasycznym | 1:23:07 | –      | –                    |
| 6.      | 13 lutego | 1932 | Lake Placid  | 50 km stylem klasycznym | 4:33:25 | +5:25  | Veli Saarinen        |

### Mistrzostwa świata
| Miejsce | Dzień     | Rok  | Miejscowość | Konkurencja             | Czas biegu | Strata | Zwycięzca         |
| ------- | --------- | ---- | ----------- | ----------------------- | ---------- | ------ | ----------------- |
| 9.      | 27 lutego | 1930 | Oslo        | 17 km stylem klasycznym | 1:22:43    | +2:45  | Arne Rustadstuen  |
| 1.      | 1 marca   | 1930 | Oslo        | 50 km stylem klasycznym | 3:53:14    | –      | –                 |
| 5.      | 10 lutego | 1933 | Innsbruck   | 18 km stylem klasycznym | 1:03:11,6  | +52,2  | Nils-Joel Englund |
| 2.      | 12 lutego | 1933 | Innsbruck   | 50 km stylem klasycznym | 4:14:31,4  | +42,2  | Veli Saarinen     |
| 1.      | 12 lutego | 1933 | Innsbruck   | sztafeta 4 × 10 km      | 2:49:00,4  | –      | –                 |
| 33.     | 22 lutego | 1934 | Sollefteå   | 18 km stylem klasycznym | 1:10:25    | +5:56  | Sulo Nurmela      |